# Râul Schitu, Bistrița
Râul Schitu este un curs de apă, afluent al râului Bistrița în zona lacului de acumulare Izvorul Muntelui. Cursul superior al râului este cunoscut și sub numele de Râul Slatina.

## Hărți
- Harta Munții Ceahlău  Arhivat în 28 iunie 2008, la Wayback Machine.